# Cyril Furmstone Evans
Cyril Furmstone Evans (Croydon, Surrey, Reino Unido, 1892 - 1959) fue un radiotelegrafista británico, notable por su involucración en el hundimiento del RMS Titanic en abril de 1912. 

## Hundimiento del RMSTitanic
Evans, que contaba con 20 años de edad en abril de 1912, cuando el transatlántico RMS Titanic comenzó su desafortunado viaje inaugural, era el único operador telegráfico del SS Californian, barco mercante que también cruzaba el océano Atlántico al mismo tiempo. 
En la noche del 14 de abril de 1912, Evans estaba de guardia a bordo del Californian cuando su capitán Stanley Lord, entró en la cabina del operador de radio y le informó que se habían detenido debido a la presencia de hielo en las inmediaciones y le ordenó a advertir a todos los otros buques en la zona, lo que hizo a continuación. Mientras tanto, en la sala marconi del Titanic, los operadores de radio Jack Phillips y Harold Bride estaban trabajando incansablemente para enviar los mensajes privados de los pasajeros, que se transmitían a la estación inalámbrica de Cape Race, situada en Terranova. 
Cuando Phillips recibió la advertencia de Evans, se vio molestado por la repentina interferencia en su auricular y su alto volumen, dada la cercanía entre ambos barcos, y envió una respuesta airada pidiendo a Evans que se mantuviera fuera de las ondas. Phillips nunca pasó este mensaje al puente del Titanic, pero en su defensa, Evans no había precedido el mensaje con las letras "MSG" (siglas de Master Service Gram) como era la costumbre para todos los mensajes destinados al puente. Evans, pensando que ya había hecho lo que su capitán le había pedido, a pesar del aparentemente grosero rechazo de Phillips, apagó su equipo inalámbrico y se fue a dormir. Este incidente resultó ser grave, ya que podría haber evitado la colisión del Titanic con un iceberg ocurrida más tarde aquella noche. 
En las primeras horas de la mañana del 15 de abril de 1912, Phillips trató de comunicarse con los buques más cercanos que respondieron a la llamada de auxilio enviada a las órdenes del capitán Edward Smith. El RMS Carpathia acudió al rescate del transatlántico, pero se encontraba a 4 horas de distancia, mientras que el Californian estaba mucho más cerca del Titanic. Aunque los oficiales del capitán Lord le informaron de un gran buque que se había detenido y era visible para ellos, que se encontraba lanzando cohetes, Lord no pensó en despertar a Evans (aunque sí pidió que se trataran de comunicar mediante lámpara morse). Evans fue sólo despertado cuando ya era demasiado tarde, y se enteró a través de sus auriculares de lo que le había sucedido al Titanic durante la noche. El Californian remprendió la marcha, y trató de buscar posibles supervivientes que hubieran sido omitidos por el Carpathia, pero al no encontrar ninguno, siguió su ruta hacia Estados Unidos, donde a su llegada, varios miembros de la tripulación, incluyendo a Lord y Evans, fueron citados a declarar en la investigación estadounidense sobre la catástrofe. Evans también declaró como testigo en la investigación británica de la tragedia y, al igual que los demás involucrados en el desastre, los periódicos le ofrecieron una gran cantidad de dinero por su historia, pero se negó a ello. 

## Carrera posterior
Después del naufragio del Titanic, Evans continuó su servicio con la Marconi Wireless Company y sus sucesoras, la Eastern Telegraph Company y la Cable & Wireless. La parte final de su carrera la empleó como gerente de la Cable & Wireless en la isla de Santa Lucía, en la India Occidental durante el resto de su vida. También sirvió en el mar en la Primera Guerra Mundial y la Segunda Guerra Mundial, ejecutando telecomunicaciones móviles para el ejército británico en el Norte de África y después en Italia. 

## Vida personal
Evans también se casó y formó una familia. Evans murió de un ataque al corazón en 1959. 